# Йозефсон, Вальтер
Вальтер Йозефсон (нем. Walther Ludwig Otto Josephson; 16 апреля 1868, Бармен, ныне в составе Вупперталя — 22 октября 1937, Дуйсбург) — немецкий дирижёр и музыкальный педагог.
Сын священника. Во время обучения в гимназии в Билефельде руководил гимназическим хором. Там же продолжил профессиональное обучение музыке под руководством Арнольда Мендельсона. Затем учился в Берлинском университете, в том числе у Филиппа Шпитты (музыковедение) и Райнхольда Зукко (композиция).
С 1893 г. руководил хором в Инстербурге, проводил в городе Литовские музыкальные фестивали. В 1899 г. занял пост музикдиректора в Дуйсбурге, возглавив как Дуйсбургский симфонический оркестр, так и Дуйсбургское певческое общество. В 1903 г. провёл в городе масштабный музыкальный фестиваль к 50-летию Дуйсбургского певческого общества с участием Рихарда Штрауса и Ферруччо Бузони. Дал германскую премьеру Девятой симфонии Антона Брукнера. В 1920 г. отказался от руководства оркестром, став вместо этого одним из руководителем (совместно с певцом Паулем Тёдтеном) Дуйсбургской консерватории, во главе которой стоял до конца жизни.